# 蒂鲁琴杜尔
蒂鲁琴杜尔（Tiruchendur），是印度泰米尔纳德邦Toothukudi县的一个城镇。总人口29330（2001年）。

## 人口
该地2001年总人口29330人，其中男性14530人，女性14800人；0—6岁人口3460人，其中男1742人，女1718人；识字率78.57%，其中男性为81.64%，女性为75.55%。